# قطعنامه ۱۴۰۲ شورای امنیت
قطعنامه ۱۴۰۲ شورای امنیت سازمان ملل متحد که در تاریخ ۳۰ مارس ۲۰۰۲ تصویب شد، سندی بین‌المللی دربارهٔ بررسی وضعیت خاورمیانه، از جمله مسئله فلسطین است. این قطعنامه طی نشست ۴۵۰۳ام با ۱۴ رای موافق، ۰ مخالف و ۰ ممتنع تصویب شد.